# Fodinoidea vectigera
Fodinoidea vectigera là một loài bướm đêm thuộc phân họ Arctiinae, họ Erebidae. Loài này được Paul Mabille mô tả vào năm 1882. Chúng được tìm thấy ở Madagascar.